# Ansuya
Ansuya Rathor, född 1976 i Ojai i Kalifornien i USA, är en av världens mest kända magdansöser. Hon började dansa orientalisk dans redan som fyraåring tillsammans med sin amerikanska mor Jenaeni, som var grundaren till dansgruppen Yaleil, som betyder natten.
Ansuya är även koreograf, dansinstruktör, skådespelare och modell. Hon har gett ut både instruktionsfilmer och musik i orientalisk dans. Ansuya utmärker sig som dansös genom att vara både karismatisk och full av energi, när hon blandar indiska, spanska och afrikanska rörelser.
Ansuya har varit med på musikvideo, reklamfilm och diverse tv-program. Bland annat har hon haft en återkommande roll i den amerikanska såpan Days of our Lives. Ansuya har under tiden flyttat omkring och bott på Hawaii, i Hollywood och Los Angeles. Därefter flyttade hon till Miami i Florida och träffade musikproducenten Miles Coperland som har hand om dansgruppen Bellydance Superstars. Tillsammans med dem turnerade Ansuya både nationellt och internationellt under en längre period.
Numera bor Ansuya i Naples i Florida och lär ut orientalisk dans. När hon inte undervisar reser hon runt hela världen och håller i olika föredrag och workshops.

## Utmärkelser
- Miss Teen Ojai (1989)
- Best Troupe (Yaleil), IAMED’s Golden Belly Award (International Academy of Middle Eastern Dance)
- Best Cabaret/Oriental Dancer (2001), IAMED’s Golden Belly Award
- Best Cabaret/Oriental Dancer (2003), IAMED’s Golden Belly Award
- Best Cabaret/Oriental Dancer (2005), IAMED’s Golden Belly Award
- Best Cabaret/Oriental Dancer (2007), IAMED’s Golden Belly Award

## Filmografi
- James Bond - Octopussy
- The Magic of Bellydance
- All New Hot Belly Dance Combinations with Superstar Ansuya
- American Bellydancer (2005)
- Bellydance Superstars - Live in Paris at the Folies Bergere (2005)
- Lavish Layers with Ansuya
- Luscious Layers with Ansuya
- Finger Cymbals with Ansuya
- Advanced Finger Cymbals with Ansuya (2008)
- Hot Combinations with Ansuya
- All New Hot Combinations
- Bellydance Superstars (2004)
- Ansuya - Live at Al Amir
- On Fire! (2004)
- Belly Dance at It's Best
- The Magic of Bellydance

## Videografi
- Beck and Sons of Funk

## Diskografi
- Luxor Baladna (2004)
- Tigi Nigsim Il Amar (2008)
- On Fire! (2004)
- Belly Dance at It's Best
- Bellydance Superstars - volume 1 (2002)
- Bellydance Superstars - volume 2 (2004)
- Bellydance Superstars - volume 3 (2005)